# District de Kariwa
Le district de Kariwa (刈羽郡, Kariwa-gun) est un district de la préfecture de Niigata, au Japon.
Au 1er mai 2014, sa population était de 4 722 habitants pour une superficie de 26,28 km2.

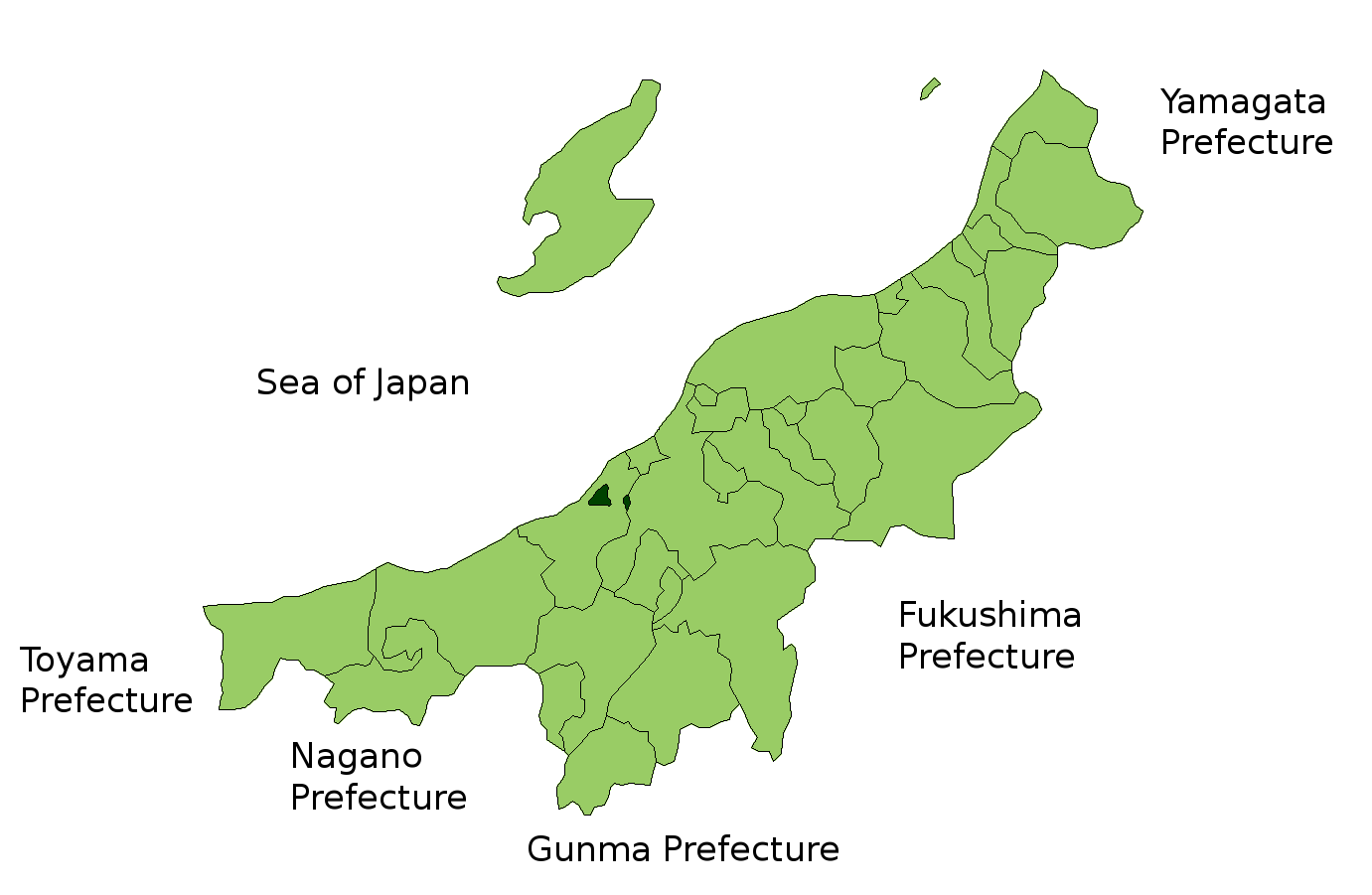
Kariwa au sein de la préfecture de Niigata.

## Commune du district
- Kariwa